# Kirchenbollenbach
Kirchenbollenbach ist ein Stadtteil der Stadt Idar-Oberstein im Landkreis Birkenfeld in Rheinland-Pfalz.

## Geographie und Verkehrsanbindung
Kirchenbollenbach liegt südöstlich der Kernstadt von Idar-Oberstein. Der Ort grenzt an die Stadtteile Nahbollenbach und Mittelbollenbach. In der regionalen Mundart wird die Region auch „Daal“ genannt. Der Ort ist nur über die K 38 erreichbar und liegt am Rande des Truppenübungsplatzes Baumholder. Durch den Ort fließt der Bollenbach, der in die Nahe mündet. Das Seniorenheim „Pro Seniore“ steht am Rande der Gemarkung. Der Ort verfügt über eine Mehrzweckhalle und einen Friedhof. Auf der Waldbühne findet jährlich das Musikfestival „Rock im Daal“ statt.

## Geschichte
Im Rahmen der rheinland-pfälzischen Funktional- und Gebietsreform wurde Kirchenbollenbach zusammen mit vier weiteren Gemeinden am 7. November 1970 in die Stadt Idar-Oberstein eingemeindet.
Seit 1966 besteht eine Partnerschaft zwischen Kirchenbollenbach und dem französischen Achicourt.